# Arrondissement di Metz
L'arrondissement di Metz è una suddivisione amministrativa francese, situata nel dipartimento della Mosella e nella regione del Grand Est.
È stato costituito il 29 dicembre 2014 per fusione dei soppressi arrondissement di Metz-Città e Metz-Campagne.

## Composizione
L'arrondissement di Metz è diviso in 9 cantoni:
- cantone di Metz-1
- cantone di Metz-2
- cantone di Metz-3
- cantone di Les Coteaux de Moselle
- cantone di Montigny-lès-Metz
- cantone di Le Pays Messin
- cantone di Rombas
- cantone di Le Sillon Mosellan
- la parte occidentale del cantone di Faulquemont